# 1 500 m féminin à la Ligue de diamant 2012
Navigation
2011
L'épreuve du 1 500 mètres féminin de la Ligue de diamant 2012 se déroule du 19 mai au 30 août 2012. La compétition fait successivement étape à Shanghai, Rome, Oslo, Paris, Londres, Stockholm et Zurich.

## Calendrier
| Date               | Meeting           | Ville     | Pays        |
| ------------------ | ----------------- | --------- | ----------- |
| 19 mai 2012        | Golden Grand Prix | Shanghai  | Chine       |
| 31 mai 2012        | Golden Gala       | Rome      | Italie      |
| 7 juin 2012        | Bislett Games     | Oslo      | Norvège     |
| 6 juillet 2012     | Meeting Areva     | Paris     | France      |
| 13-14 juillet 2012 | London Grand Prix | Londres   | Royaume-Uni |
| 17 août 2012       | DN Galan          | Stockholm | Suède       |
| 30 août 2012       | Weltklasse        | Zurich    | Suisse      |

## Résultats
| Date | Meeting   | 1er                                           | 1er   | 2e                                     | 2e    | 3e                                 | 3e    |
| --- | --------- | --------------------------------------------- | ----- | -------------------------------------- | ----- | ---------------------------------- | ----- |
| 19 mai 2012 | Shanghai  | Genzebe Dibaba 3 min 57 s 77 (WL, MR, NR)     | 4 pts | Abeba Aregawi 3 min 59 s 23 (PB)       | 2 pts | Btissam Lakhouad 4 min 01 s 69     | 1 pt  |
| 31 mai 2012 | Rome      | Abeba Aregawi 3 min 56 s 54 (WL, MR, NL)      | 4 pts | Hellen Obiri 3 min 59 s 68 (PB)        | 2 pts | Genzebe Dibaba 4 min 00 s 85       | 1 pt  |
| 7 juin 2012 | Oslo      | Abeba Aregawi 4 min 02 s 42                   | 4 pts | Genzebe Dibaba 4 min 03 s 28           | 2 pts | Anna Mishchenko 4 min 03 s 33 (SB) | 1 pt  |
| 6 juillet 2012 | Paris     | Mariem Alaoui Selsouli 3 min 56 s 15 (WL, NR) | 4 pts | Aslı Çakır Alptekin 3 min 56 s 62 (PB) | 2 pts | Abeba Aregawi 3 min 58 s 59        | 1 pt  |
| 13-14 juillet 2012 | Londres   | Maryam Jamal 4 min 06 s 78                    | 4 pts | Jenny Simpson 4 min 07 s 76            | 2 pts | Anna Pierce 4 min 08 s 06          | 1 pt  |
| 17 août 2012 | Stockholm | Maryam Jamal 4 min 01 s 19 (SB)               | 4 pts | Mimi Belete 4 min 01 s 72 (SB)         | 2 pts | Abeba Aregawi 4 min 02 s 04        | 1 pt  |
| 30 août 2012 | Zurich    | Abeba Aregawi 4 min 05 s 29                   | 8 pts | Mercy Cherono 4 min 06 s 42 (SB)       | 4 pts | Shannon Rowbury 4 min 07 s 14      | 2 pts |
| Records et Performances - AR : Record continental (area record) - CR : Record des championnats (championship record) - MR : Record du meeting (meet record) - NR : Record national (national record) - OR : Record olympique (olympic record) - PR : Record paralympique (paralympic record) - PB : Record personnel (personal best) - SB : Meilleure performance personnelle de la saison (season's best) - WL : Meilleure performance mondiale de l'année (world leader) - WJR : Record du monde junior (world junior record) - WR : Record du monde (world record) Circonstances et Conditions - DNF : N'a pas terminé (did not finish) - DNS : N'a pas pris le départ (did not start) - DQ : Disqualification (disqualification) - NM : Aucun essai valable enregistré (No Mark) - Q : Qualifié « directement » au prochain tour (ou à la prochaine compétition), lors d'une compétition majeure, grâce au classement ou à la réalisation des minima (automatic qualifier) - q : Qualifié au prochain tour (ou à la prochaine compétition), lors d'une compétition majeure, grâce au repêchage ou à la réalisation de l'une des meilleures performances parmi celles des « non qualifiés directement » (grâce au meilleur temps ou à la meilleure distance par exemple) (secondary qualifier) |           |                                               |       |                                        |       |                                    |       |

## Classement général
| Rang | Athlète         | Points |
| ---- | --------------- | ------ |
| 1    | Abeba Aregawi   | 21     |
| 2    | Maryam Jamal    | 8      |
| 3    | Mercy Cherono   | 4      |
| 4    | Shannon Rowbury | 2      |
| 5    | Mimi Belete     | 2      |